# الكرمل (بلدة)
الكرمل إحدى بلدات محافظة الخليل 14 كم جنوبا منها وتقع إلى الشرق مدينة يطا.

## التاريخ
بلدة الكرمل لها تاريخ قديم، يعود إلى العهد الكنعاني، حيث سكن الكنعانيون القدماء فلسطين في العصور السابقة. وسميت البلدة كرمل بمعنى (مثمرة أو مشجرة) وسماها الرومان (كرملا) وكانت قرية حصينة في العصور الوسطى. الآن يوجد فيها بنايات قديمة وآبار. وهناك روايات تقول أنها البلدة التي سكنها سيدنا زكريا عليه السلام وفيها ولد له ابنه يحيى عليه السلام. والتي زارتها مريم العذراء أم المسيح علية السلام عند زيارتها لقريبتها أم يحيى. ولكن  البلدة نفسها نشأت في العصر العثماني.
يوجد في الكرمل العديد من البقايا الأثرية، حيث نجد أنقاض كنيستان بيزنطيتان، وحصن برج يعتقد انه صليبي، ونفق وقبور منقورة في الصخر، ومغر, وبقايا معمارية أخرى وبقايا قصر قديم، كما يوجد فيها آثار بركة ماء مساحتها نحو 1000م² (25 x 40) وبسعة حوالي 7000م³ تنحدر إليها الأمطار، أقيمت للحجاج والمسافرين في طريقهم إلى بيت الله الحرام والتجارة.
احتلها الرومان عام 73م عندما دخل تيتوس الروماني إلى فلسطين قادما من مصر، وظلت حتى عام 635م عندما دخلها القائد المسلم عمرو بن العاص ودارت بينه وبين الرومان معركة جنبا التي انتصر فيها المسلمون. وبقيت عامرة بالبنيان إلى إن جاء زلزال فلسطين المدمر عام 1680م فدمرت المباني، وبقيت موجودة كخربة إلى أن عمرها أهالي يطا عام 1921م, وقد رممت بركة الماء عام 1932 كما هي على صورتها الحالية.

## سبب التسمية
اسم الكرمل ارتبط بالموقع منذ أقدم العصور، وذُكِرَ في الكتاب المقدس في سفر يشوع بن نون (55:15) ورُوِّجَ في بعض المصادر باسم الكرمل، ورُبِطَ بالرواية التوراتية التي تحدثت عن زيارة الملك داوود للمكان.
في الفترة الرومانية، سُمي هذا الموقع بـ "كرمولا"، وفي الفترة البيزنطية تغيّر الاسم إلى "كرمالا" ومن ثم إلى "كارميلوس".
لعبت زيارات الرحالة والجغرافيين دوراً مهماً في الإشهار وإظهار مكانة الكرمل، حيث زار الرحالة المقدسي هذه المنطقة عام 985 م وسماها بـ "الكرمل"، مُشيرًا إلى أنها قرية تقع في آخر حدود الخليل تابعة لجند فلسطين. كما ذكر وليم الصوري الذي زار المنطقة إبان الفترة الصليبية عام 1172 م، أن الملك أمالريك قام بجمع حشود الجيش الصليبي عند بركة الكرمل لمواجهة قوات صلاح الدين التي هاجمت القوات الصليبية من الجهة الشرقية والجنوبية للبحر الميت.
في الفترة الأيوبية، ذُكِر الكرمل في كتاب ياقوت الحموي "معجم البلدان"، وتم بيان تشابه اسمها مع موقع آخر يقع في حيفا شمال فلسطين بقوله "كرمل بكسر الكاف: هو حصن على الجبل المطل على حيفا بسواحل بحر الشام... وكرمل: قرية في آخر حدود الخليل من جهة فلسطين".
وظهر اسم الكرمل أيضاً على خريطة أعدها الرحالة الألماني سيتزن عام 1807 م إلى جانب أسماء مناطق أخرى مثل يطا والسموع وغيرها.
يُعنى اسم الكرمل بالمعنى الدلالي "المثمر" أو "المشجر"، وقد تم ذكر ذلك في عدة مصادر مختلفة، مثل (شراب 1987: 8) و (لدباغ 2002: 217). ربما أُطلق هذا الاسم عليها في العصور القديمة نظرًا لازدهار زراعة الأشجار في أراضيها وتعمُّد أهلها لزراعة المحاصيل المختلفة، بالإضافة إلى اشتغالهم بمهن أخرى مثل الرعي وتربية المواشي. واستمر هذا الاسم عبر الفترات الزمنية المختلفة حتى الوقت الحاضر.

## الجغرافيا
تقع جنوب شرق محافظة الخليل وتبعد عن مركز المحافظة 14 كم وترتبط في تعاملاتها اليومية ارتباطا وثيق مع مدينة يطا

### التضاريس
يقع تجمع الكرمل ضمن الهضبة التي تقع عليها مدينة يطا، والتي تشكل المنطقة الانتقالية بين جبال الخليل المرتفعة شمالا ومنطقة النقب المنبسطة جنوبا، وبالتالي فهي تضم سهولا وجبالا ويعتبر جبل ماعين أعلى نقطة في الكرمل حيث يبلغ ارتفاعه 850 مترا فوق سطح البحر.

### المناخ
يسود في الكرمل مناخ متوسطي معتدل، ذو صيف حار وجاف، وشتاء بارد ممطر. يحل فصل الربيع في أواخر شهر مارس (آذار) وأوائل أبريل (نيسان)، ويعتبر شهرا يوليو (تموز) وأغسطس (آب) أحرّ شهور السنة، حيث يصل معدل درجات الحرارة فيهما إلى 28.9 ° مئوية (84 ° فهرنهايت)، أما أكثر الأشهر برودة فهو يناير (كانون الثاني)، ويصل فيه معدل درجة الحرارة إلى 3.9 ° مئوية (39 ° فهرنهايت).
يتساقط المطر بين شهريّ أكتوبر (تشرين الأول) وأبريل (نيسان) عادةً، ويبلغ معدل المتساقطات السنوي 589 مليمتراً (23.2 إنش)، وتكون في أعلى معدلاتها في شهري يناير وفبراير حيث يمكن أن يصل مستواها إلى أكثر من 170 ميليمتر.
يبلغ ارتفاع البلدة 830 متراً فوق سطح البحر (750-850 متراً) وتصنف المنطقة ضمن المناخ الدافئ.
المعدل السنوي لدرجات الحرارة الدنيا يبلغ 7.3 درجة مئوية بينما المعدل السنوي لدرجات الحرارة القصوى 22.9 درجة مئوية والمدى الحراري السنوي يبلغ حوالي 13.2 درجة مئوية في حين معدل الرطوبة :61 %.

## السكان
تضم العديد من العائلات والحمولات في كنفها وتعد بلدة صغيرة هادئة تعاني كباقي المناطق من ممارسات الاحتلا الصهيوني واغلاقه الطرق المؤدية إليها مما يؤدي إلى عزلها تماما، ويشتهر سكان البلدة بالزراعة وتربية الأغنام حيث تتم زراعة العديد من الأشجار كأشجار اللوز والزيتون التي تشتهر بها القرية والمحاصيل مثل محاصيل الشعير والقمح وغيرهما .
ومع التطور الحضاري انتقل العديد من سكان البلدة إلى ممارسة الحرف والأعمال المختلفة مثل العمل في التعليم وإنشاء المحلات التجارية المختلفة، وأخرجت القرية العديد من الأطباء والمهندسين الذين يعمل البعض منهم خارج البلدة والبعض الآخر يعمل لخدمة أهل البلدة نفسهم.

## السياحة والآثار
يوجد في الكرمل العديد من البقايا الأثرية، حيث نجد أنقاض كنيستان بيزنطيتان، وحصن برج يعتقد انه صليبي، ونفق وقبور منقورة في الصخر، ومغر, وبقايا معمارية أخرى وبقايا قصر قديم، كما يوجد فيها آثار بركة ماء مساحتها نحو 1000م² (25 x 40) وبسعة حوالي 7000م³ تنحدر إليها الأمطار، أقيمت للحجاج والمسافرين في طريقهم إلى بيت الله الحرام والتجارة.
احتلها الرومان عام 73م عندما دخل تيتوس الروماني إلى فلسطين قادما من مصر، وظلت حتى عام 635م عندما دخلها القائد المسلم عمرو بن العاص ودارت بينه وبين الرومان معركة جنبا التي انتصر فيها المسلمون. وبقيت عامرة بالبنيان إلى إن جاء زلزال فلسطين المدمر عام 1680م فدمرت المباني، وبقيت موجودة كخربة إلى أن عمرها أهالي يطا عام 1921م, وقد رممت بركة الماء عام 1932 كما هي على صورتها الحالية.

## الاقتصاد
يعتمد غالبية السكان على العمل داخل مناطق الخط الأخضر، لذلك فهم دائمي التأثر بسياسات الاحتلال الاغلاقية والتعسفية ضد فئة العمال، كما يعمل قطاع آخر من المواطنين في القطاع الزراعي بشقيه النباتي والحيواني، ويعتمد السكان على الزراعة البعلية لعدم وجود شبكة مياه في التجمع وتعتبر كمية الأمطار المتساقطة سنويا غير كافية، قسم آخر من المواطنين هم موظفون في القطاعين الخاص والحكومي وهم نسبة قليلة، وهناك من يمتهنون بالتجارة بأنواعها المختلفة.